# 2080年代
| 千纪： | 3千纪                                                                                            |
| 世纪： | 20世纪 \| 21世纪 \| 22世纪                                                                       |
| 年代： | 2050年代 \| 2060年代 \| 2070年代 \| 2080年代 \| 2090年代 \| 2100年代 \| 2110年代                 |
| 年份： | 2080年 \| 2081年 \| 2082年 \| 2083年 \| 2084年 \| 2085年 \| 2086年 \| 2087年 \| 2088年 \| 2089年 |

2080年代从2080年1月1日开始，到2089年12月31日结束。 

## 值得注意的预测和已知事件

### 2084年
- 10月26日：皮詹賈賈拉人向澳大利亚政府租赁乌鲁鲁的合同到期。
- 11月10日：在火星上看到地球凌日。[1]

### 2088年
- 10月27日：水星自1708年以来第一次遮住木星，但它离太阳非常近，肉眼无法观察到。

### 2089年
- 5月至6月：周期蝉的13年蝉和17年蝉将同时出现。这是自1868年以来的第一次。下次是2310年。此事件每221年仅发生一次。 [2]